# 瑞願寺
瑞願寺（ずいがんじ）は、富山県南砺市（旧平村）下梨地区にある真宗大谷派の寺院である。元来は井波瑞泉寺下の念仏道場であったが、明治12年（1879年）に寺号を得て「瑞願寺」と称するようになった。 
下梨道場主の五ヶ山市助は加賀藩による五ヶ山統治の初期に代官職を務めていたため、加賀藩統治にかかる貴重な古文書が現在も「瑞願寺文書」として所蔵され、市の文化財に指定されている。また、井波瑞泉寺からもたらされたと伝えられる木造阿弥陀如来立像も、室町時代初期の作という歴史の古さ、美術的価値が評価され、有形文化財に指定されている。

## 概要

### 起源
瑞願寺の由緒によると先祖は楠氏の流れをくむ天台宗の常見坊とされ、本願寺5代綽如の教えを受けて井波瑞泉寺道場坊となり下梨道場を開いたという。もっとも、現代の歴史学上では綽如の時代に既に五箇山で真宗が広まっていたとする伝承には否定的で、本願寺8代蓮如の時代に初めて本格的に真宗が浸透したとする見解が主流である。
本願寺8代蓮如は文明年間に越前国吉崎御坊に滞在することで北陸地方の門徒を増やし、長らく無住であった井波瑞泉寺にも本願寺の血統が住持として入った。瑞泉寺6代の賢心は赤尾の道宗と交流があったとの伝承があり、賢心の時代に五箇山地方で瑞泉寺門徒が形成されたようである。この頃、既に五箇山では本覚寺・専光寺・常楽寺といった越中国外の有力寺院が教線を伸ばしていたが、瑞泉寺は地元の利を活かして庄川沿いに小谷・下梨谷地域に門徒を増やした。
五箇山内の瑞泉寺門徒の中心となったのが下梨道場で、修理亮乗者という人物がこの頃道場主であったようである。修理亮乗資は道宗の没後に五箇山の真宗門徒を代表する立場に就いたようで、天文21年（1552年）10月27日付五箇山十日講起請文では86名の筆頭者として名が記されている。また、瑞願寺所蔵古文書の中でも最も古いものとして、本願寺9代証如から下された天文5年（1536年） – 天文8年（1539年）付けの請取書状が残っている。天正9年（1581年）に井波瑞泉寺が佐々成政の攻撃によって陥落すると、瑞泉寺7代顕秀と弟の維秀は下梨道場へ避難するなど、井波瑞泉寺にとって下梨道場は五ヶ山で最も重要な拠点と見なされていた。 

### 五ヶ山市助の時代
天正13年（1585年）に富山の役を経て佐々成政が越中を離れ、前田家による越中支配が始まると、初代市助が五箇山の取り纏め役として登場するようになる。天正16年（1588年）8月15日付けで「五ヶ山」に対して1年に1度の納所銭50貫文と、3年に1度の臨時納所銭50貫文の納入を命じる申渡状が瑞願寺に残されている。この頃はまだ藩政の基礎も固まっておらず、支配も行き届いていない時期のため、加賀藩は市助という有力者を介することで税の徴収を図ったものとみられる。
二代目・三代目市助の時代には見座村九郎左衛門や坂上西勝寺が五箇山の年貢を引き上げる申出（手上げ）を行い、その見返りとして五ヶ山市助の代わりに代官職（十村役）を得ようとするという事件が幾度か起こった。これを受けて市助の側でも年貢を引き上げの申出を行い、結果として代官職はそのままとされたため、この1件は五箇山全体の納税額が上がるだけの結果に終わった。
慶安2年（1649年）には井波瑞泉寺が西本願寺派から東本願寺派への転向するという大事件が起こり、この時梨子之市助（=四代目市助）が大きな役割を果たしたと伝えられている。一方、慶安4年（1651年）より、五箇山は西半の赤尾谷・上梨谷・下梨谷と、東半の小谷・利賀谷に分けられ、西半は引き続き市助が、東半は新たに細嶋村源太郎が代官職を務める体制が始まった。更に、五代目市助の代替わりの時点で後継者が幼少であったため、六代目市助が任命されることはなく、松尾村与次兵衛が後任とされた。ここに五代百年にわたる市助の五ヶ山支配は終わりを迎えるに至った。

### 近現代
明治維新を経た明治4年（1871年）、下梨道場の道場坊は東方から西方に改派の上、独立した寺として認可するよう西方の触頭である勝興寺に願い出た。しかしこの動きに対し、下梨道場門徒、村役人、井波瑞泉寺がみな反発し、杉木新町（出町）の役場に訴え出たため、この改派計画は実現しなかった。
しかしそれから間もなく、下梨道場は石川県令の許可を得て明治12年（1879年）12月12日に「瑞願寺」として独立寺院となった。この時、瑞願寺門徒とならずに引き続き瑞泉寺門徒として残った者は高田次兵衛家を下梨道場役とし、井波誓立寺を手次寺としている。瑞願寺の御堂は江戸時代後期に建てられたものであるが、昭和40年（1965年）に大改修が行われ、現在に至っている。

## 瑞願寺文書

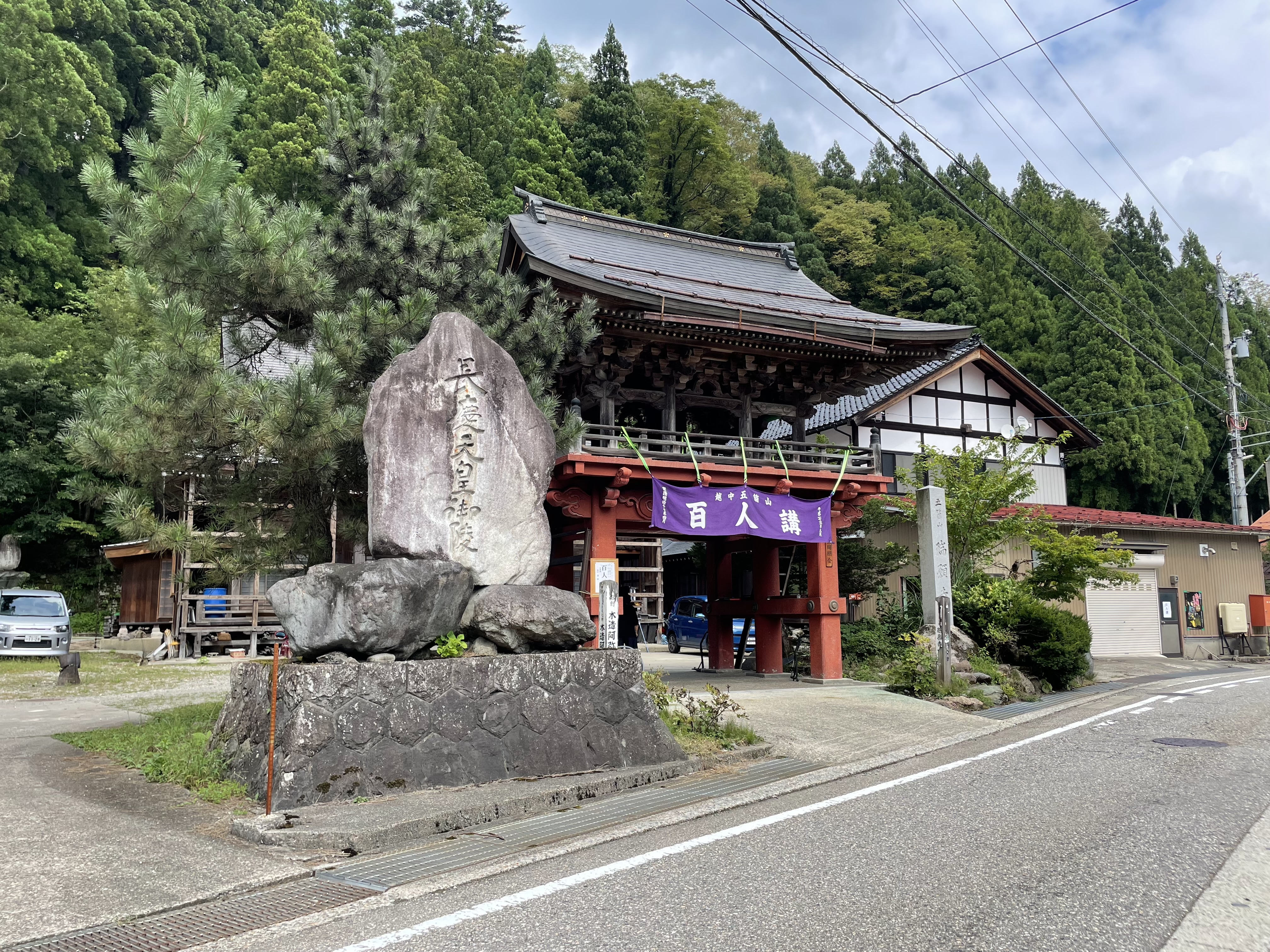
瑞願寺の山門。

上述したように、瑞願寺では五ヶ山市助が加賀藩の代官職を務めた頃の貴重な古文書を多数収蔵しており、瑞願寺文書と呼ばれている。瑞願寺文書は下記の通り分類されている。
1. 本願寺十世証如の五ケ山宛書状。
2. 加賀藩政初期の五ケ山支配関係文書。
3. 村役人市助時代の控え写し文書。
4. 寺役・寺宝・由緒などの自家文書。

これらの文書は金沢市立図書館所蔵の「加越能文庫」に収録され、明治期編纂の『大日本古文書』『大日本史料』にも登載されている。瑞願寺文書は五箇山の歴史と初期の藩政を知る上で欠くことができない重要史料であり、平成元年（1989年）6月10日に平村の有形文化財に指定され、現在は南砺市に引き継がれている。

## 木造阿弥陀如来立像
伝承によると、この木造阿弥陀如来立像はもとは井波瑞泉寺の本堂に安置されていたが、上述したように天正9年（1581年）に井波瑞泉寺が下梨道場に避難した際にもたらされたと伝えられる。高さ75.5㎝、重量2.5㎏の大型立像のため、後に瑞泉寺が小型のものと取り替えようと申し出たが、下梨道場の側で断ったとされる。
材質はカツラで、寄木造、深く彫刻を施し、白毫・玉眼には水晶を用られている。瑞願寺の古い歴史と信仰をよく伝えるものとして、平成元年6月10日に有形文化財に指定されている。

## 五箇山の瑞泉寺下道場
上述したように瑞願寺は井波瑞泉寺下の道場として始まった寺院であり、主に下梨谷・小谷地域の庄川左岸地区に瑞泉寺下門徒が集中している。本願寺が東西に分裂し、井波瑞泉寺が東方につくと、西方に留まることを選んだ門徒が城端瑞泉寺を形成した。このため、五箇山地域の門徒衆も井波瑞泉寺と城端瑞泉寺の二派に別れ、現在に至っている。
| 戦国時代      | 戦国時代   | 江戸時代      | 江戸時代   | 近現代        | 近現代     |
| ------------- | ---------- | ------------- | ---------- | ------------- | ---------- |
| 井波 瑞泉寺下 | 下梨道場   | 井波 瑞泉寺下 | 下梨道場   | 下梨瑞願寺    | 下梨瑞願寺 |
| 井波 瑞泉寺下 | 小来栖道場 | 井波 瑞泉寺下 | 小来栖道場 | 井波 誓立寺下 | 小来栖道場 |
| 井波 瑞泉寺下 | 梨谷道場   | 井波 瑞泉寺下 | 梨谷道場   | 井波 誓立寺下 | 梨谷道場   |
| 井波 瑞泉寺下 | -          | 井波 瑞泉寺下 | 上松尾道場 | 井波 誓立寺下 | 上松尾道場 |
| 井波 瑞泉寺下 | 栃原道場   | 城端 瑞泉寺下 | 栃原道場   | 城端 瑞泉寺下 | 栃原道場   |
| 井波 瑞泉寺下 | 籠渡道場   | 城端 瑞泉寺下 | 籠渡道場   | 城端 瑞泉寺下 | 籠渡道場   |

### 梨谷道場

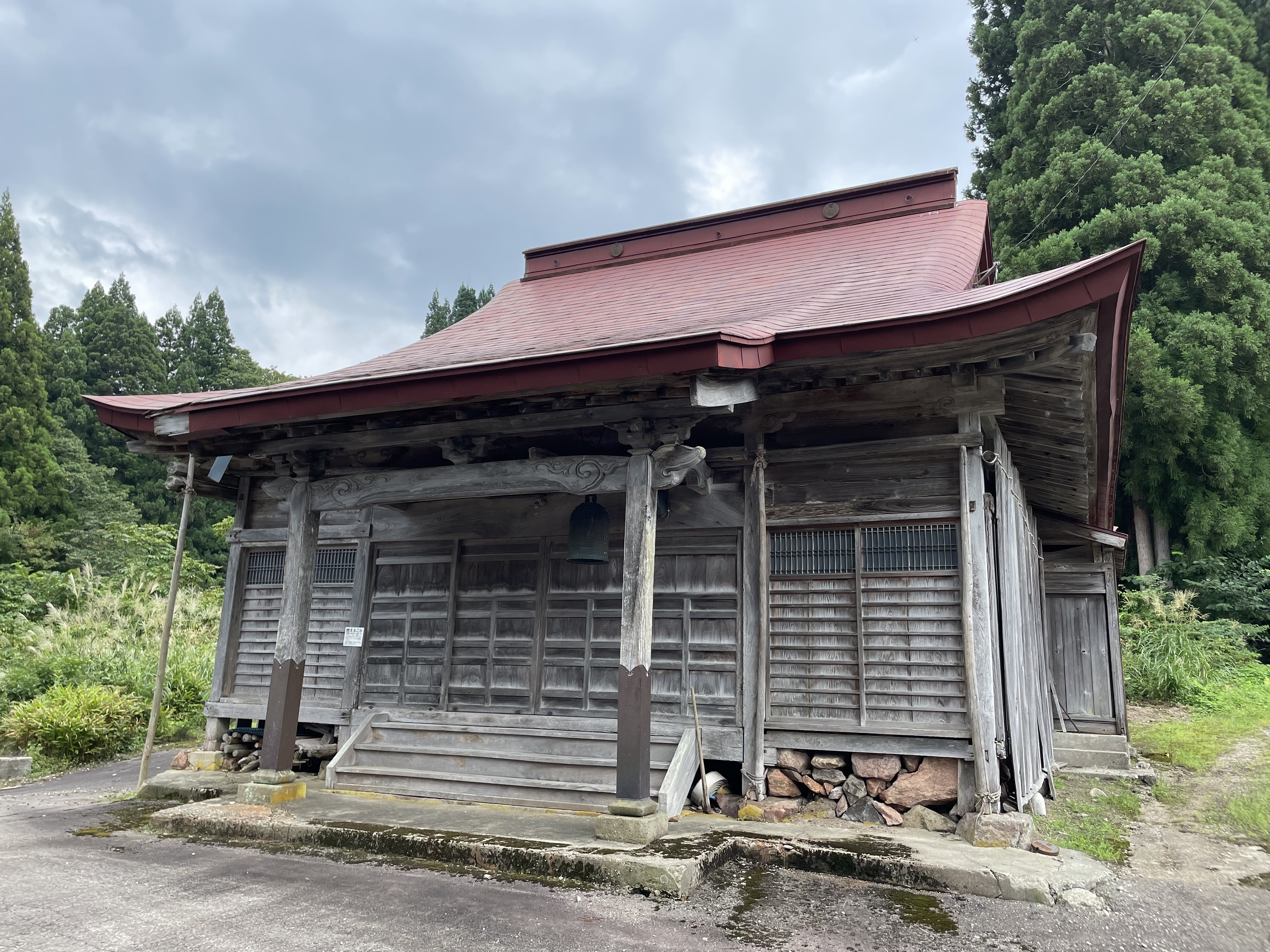
梨谷念仏道場。

南砺市梨谷107番地に位置し、真宗大谷派井波誓立寺下の道場である。『平村仏堂台帳』には「400年前に慈覚大師作の仏像を本尊として草庵を結び、寛保年間に改築された」との記録がある。文政9年（1826年）に赤尾村藤井長右衛門を取次として、達如上人より二十日講へ御消息が下付されたことや、藤井長右衛門から金を借りた等の証文が残っている。

### 上松尾道場
上松尾99番地に位置し、真宗大谷派井波誓立寺下の道場である。本堂は寛政2年建立、天保元年2月27日焼失と伝わっているが、再建年代は記録がない。天正17年8月14日付けの裏書がある蓮如上人影像が所蔵されている。

### 栃原道場
吉田家が代々道場守を務める独立した道場であったが、昭和51年（1976年）に栃原村が全戸移転により廃村となったため、現在は道場として機能していない。ただし、栃原から移転した住民の多数は井波町安室周辺に集中して移住したため、道場守（吉田家）の移転先家宅内に内道場が再建されている。この内道場に移された伝綽如上人遺物（中啓・念珠・掛軸・仏像）は井波町の、栃原道場跡は利賀村の、それぞれ文化財に指定され、現在はどちらも南砺市に引き継がれている。

### 籠渡道場

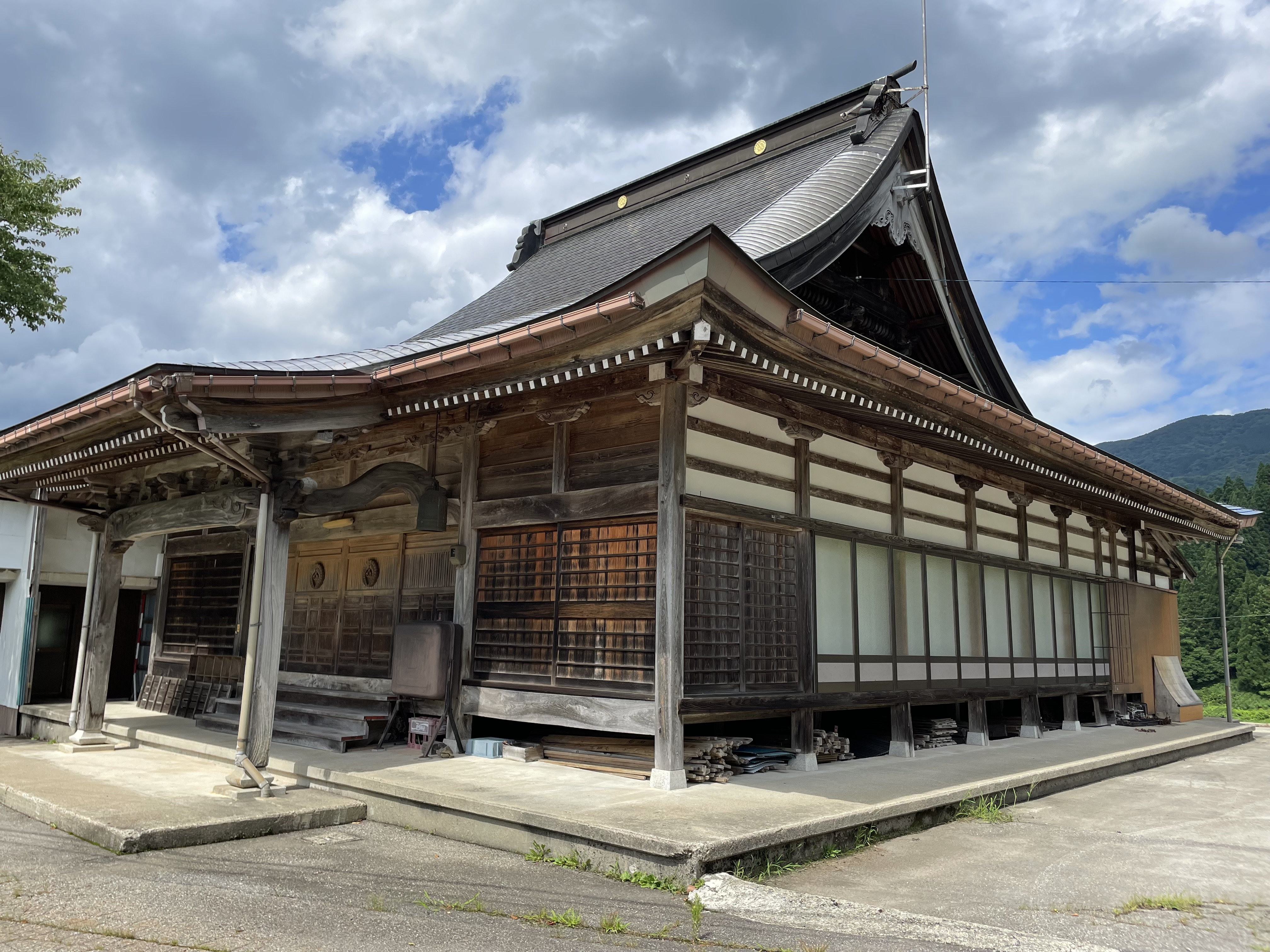
篭渡念仏道場。

南砺市篭渡283番地に位置し、真宗本願寺派城端瑞泉寺下の道場である。400年前より三方正面の阿弥陀如来像・九字十字の名号・井波御坊と一対になる綽如影像を安置していたが、本寺へ返却したとの寺伝があり、歴史ある道場とみられる。寛政年間の「五ケ山之道場しらべ」では既に「城端惣道場　籠渡村　次郎兵衛」と記されているため、本願寺の東西分派をきっかけに井波瑞泉寺下を離れ、西本願寺派の城端瑞泉寺に属したようである。
昭和50年（1975年）に隣接する土地への移転・改修が行われ、本堂は一回り大きくなったが、天井絵や彫刻などの内装は従来のものが引き継がれている。鐘楼堂は昭和13年9月1日に建立されたが、梵鐘が戦時中に金属供出させられ、現在のものは戦後に新鋳したものとなる。新たな梵鐘は「国豊民安兵戈無用　越中五箇山平和鐘…」から始まる銘文があり、「平和の鐘」と呼ばれている。